# Ishida Yamato
Ishida Yamato (石田 ヤマト (Thạch Điền Đại Hòa) Ishida Yamato) là nhân vật trong Digimon Adventure và Digimon Adventure tri., là một trong những đứa trẻ được tuyển chọn đầu tiên do Yagami Taichi đứng đầu. Trong Digimon Adventure 02, cậu chỉ là nhân vật phụ trong series này khi cậu cùng với nhóm bạn của mình lui về đồng hành cho nhóm trẻ được chọn kế thừa do Motomiya Daisuke dẫn đầu, cậu cùng với Taichi và Koushiro luôn tích cực hỗ trợ nhóm Daisuke khi họ cần đến cả ba nhân vật này. Yamato là anh của Takaishi Takeru nên cậu hết sức che chở, bảo vệ em trai mình bất kể tình huống nào.

## Tổng quan

### Tính cách
Nhìn chung Yamato là một con người phóng khoáng nhưng cũng đầy bí ẩn khi ở một mình. Cậu thật sự chín chắn và thấu đáo trong suy nghĩ nên cậu có thể nắm được những gì cần thiết. Khác với Taichi, Yamato sẵn sàng tập trung vào những vấn đề quan trọng dù điều này có thể ảnh hưởng không tốt với nhóm. Đó chính là nguyên nhân khiến Yamato và Taichi thường xuyên bất hòa với nhau mỗi khi đưa ra quyết định chung cho cả nhóm, thậm chí cả hai còn có thể dùng bạo lực để giải quyết bất đồng. Vì cái tôi của bản thân quá lớn nên cũng có một vài lần Yamato tách nhóm một mình đi riêng. Yamato còn sẵn sàng hỗ trợ nhóm bạn khi bước vào tình huống nguy hiểm nhưng rất dễ phản ứng khi nội bộ nhóm rơi vào trạng thái căng thẳng. Sau này khi những nhân vật nhỏ tuổi hơn mình được chỉ định là những đứa trẻ được chọn mới, cậu cùng với Taichi và Koushiro sẵn sàng hỗ trợ nhóm trẻ kế thừa đó một cách nhiệt tình.

### Ngoại hình
Trong Digimon Adventure, lúc Yamato trong thời điểm 11 tuổi vào năm 1999, cậu thường được biết đến là một cậu bé có thân hình mỏng manh cùng màu da hơi trắng, mắt nâu, và kiểu tóc nhọn màu vàng. Yamato thường mặc một chiếc áo phông không tay màu xanh lá cây và quần jean xanh. Cậu còn đeo găng tay nâu, mang đôi tất xanh nhạt và đôi giày nâu với đế giày màu xám ở dưới mỗi chiếc giày. Cũng vào thời điểm Yamato 11 tuổi nhưng vào năm 2020 trong Digimon Adventure:, lúc đó cậu thường mặc một chiếc áo phông ngắn tay màu tím mặc quần dài màu xám. Yamato không đeo găng tay như nguyên tác mà thay vào đó là cổ tay trái buộc khăn màu xanh lá cây, mang giày thể thao màu đen và trắng.

## Những thông tin khác
- Yamato thường mang theo bên mình chiếc kèn harmonica để cậu sử dụng nó mỗi khi rảnh rỗi cũng như bản thân cậu có nhu cầu giải tỏa căng thẳng của bản thân.

## Lồng tiếng
- Tiếng Nhật: Yamada Youto (Digimon Adventure, Digimon Adventure 02), Hosoya Yoshimasa (Digimon Adventure tri.), Namikawa Daisuke (Digimon Adventure:)
- Tiếng Anh: Michael Reisz (Digimon Adventure, Digimon Adventure 02), Vic Mignogna (Digimon Adventure tri.)